# Scheef buidelmos
Scheef buidelmos (Calypogeia arguta) is een levermos uit het geslacht buidelmos (Calypogeia).

## Determinatie
Scheef buidelmos vormt kleine matten met een geelgroene kleur. De soort heeft met z'n tweetoppige blaadjes en puntige onderblaadjes in het veld wel wat van een klein uitgevallen kantmos met verkeerde bladstand.

## Ecologie
Het groeit op plekken zonder extremen: niet te droog, niet te zuur, niet te veel kalk en vooral niet te veel concurrentie. Goede standplaatsen zijn daarom steilkantjes langs beken die telkens weer open vallen of andere, vaak hellende, plekken met goede vochtvoorziening.

## Verspreiding
In Nederland is het een vrij zeldzame soort. Het is niet bedreigd en staat niet op de rode lijst.